# Silvana Gallardo
Silvana Gallardo (Nueva York, 13 de enero de 1953-Louisville, Kentucky, 2 de enero de 2012) fue una actriz y profesora de teatro estadounidense.

## Biografía
Tenía ascendencia venezolana, cubana y siciliana.
Desde su debut como actriz, participó en variadas series de televisión y películas. En 1980 contrajo matrimonio con Billy Drago, actor de ascendencia apache, con quien tuvo un hijo también actor: Darren E. Burrows, conocido por interpretar el personaje de Ed Chigliak en la serie Northern Exposure. Durante los últimos años de su vida estuvo radicada en la ciudad de Paris, Kentucky, después de haber dirigido Fading to Zero, un docudrama sobre el poeta de Brooklyn Ken Siegelman.
Falleció a consecuencia de un cáncer en el Jewish Hospital de Kentucky a la edad de 58 años.

## Filmografía

### Televisión
- ER
- Hill Street Blues
- Babylon 5
- Falcon Crest
- NYPD Blue
- The Golden Girls
- Days of Our Lives

### Cine
- Calendar Girl Murders
- Silence of the Heart
- Copacabana. Telefilm
- The Windwalker
- Death Wish 2
- Out of the Dark
- Solar Crisis